# شهرستان چانگتای
شهرستان چانگتای (به لاتین: Changtai County) یک منطقهٔ مسکونی در چین است که در جانگجاو واقع شده‌است.